# 샘 가빌리오
새뮤얼 조지프 거빌리오(Samuel Joseph Gaviglio, 1990년 5월 22일 ~ )는 미국의 야구 선수이다.

## 미국 프로야구 시절
2017년에 시애틀 매리너스에 입단하였다.

## 한국 프로야구 시절

### SSG 랜더스시절
2021년 6월에 아티 르위키를 대체할 외국인 투수로 영입되었다.

## 미국 프로야구 복귀
2022년에 LA 다저스와 마이너 계약을 했다.